# Jason Fernández
Jason Phillipe Fernández Birchwood, más conocido como Jason Fernández, (Madrid, 7 de agosto de 1994) es un actor español conocido por su participación en las series de televisión Libertad (2021) de Movistar+ y Alba (2021) de Antena 3.

## Biografía
Jason Fernández Birchwood nació el 7 de agosto del 1994 en Madrid (España). Se mudó a Reino Unido en septiembre de 2012, donde realizó un curso de interpretación y teatro musical durante tres años en la Royal Holloway University of London.

## Trayectoria profesional
Debutó en cine con un pequeño papel en la película El corazón de la tierra (2007) de Antonio Cuadri. Posteriormente, participó en la película Manolete (2008) y en las series Maitena: Estados alterados (2008) y Ángel o demonio (2011). Tras un parón para realizar estudios en interpretación, tuvo un papel recurrente en la serie de Telecinco La que se avecina en 2019.
En 2020 rodó la miniserie de Movistar+ Libertad, que se estrenó en marzo de 2021, donde interpretó a Juan. Ese mismo año protagonizó la serie Alba en Antena 3, interpretando a uno de los violadores, Hugo Roig. Además, comenzó el rodaje de la serie original de Netflix Bienvenidos a Edén.

## Filmografía

### Cine
| Año  | Título                  | Personaje      | Director            | Notas                         |
| ---- | ----------------------- | -------------- | ------------------- | ----------------------------- |
| 2007 | El corazón de la tierra | Carlos         | Antonio Cuadri      |                               |
| 2008 | Manolete                | Niño sevillano | Menno Meyjes        |                               |
| 2021 | Libertad                | Juan           | Enrique Urbizu      | Película de la serie homónima |
| 2023 | Extraña forma de vida   | Jake (joven)   | Pedro Almodóvar     | Cortometraje                  |
| 2024 | Matusalén               | Miguel         | David Galán Galindo |                               |

### Televisión
| Año       | Título                     | Rol        | Canal     | Notas                    |
| --------- | -------------------------- | ---------- | --------- | ------------------------ |
| 2008      | Maitena: Estados alterados | Punk       | Antena 3  | 1 episodio               |
| 2011      | Ángel o demonio            | Pablo      | Telecinco | 1 episodio               |
| 2019      | La que se avecina          | Marco      | Telecinco | 2 episodios              |
| 2021      | Libertad                   | Juan       | Movistar+ | Principal, 6 episodios   |
| 2021      | Alba                       | Hugo Roig  | Antena 3  | Principal, 13 episodios  |
| 2022      | Bienvenidos a Edén         | David      | Netflix   | Secundario, 4 episodios  |
| 2022–2023 | Praxx                      | Mateo      | SIC       | Secundario, 12 episodios |
| 2023      | Por H o por B              | Influencer | HBO       | 1 episodio               |

### Vídeos musicales
| Año  | Título          | Artista  |
| ---- | --------------- | -------- |
| 2021 | «Música ligera» | Ana Mena |